# Preußen Münster
Sportclub Preußen 1906 e.V. Münster é uma agremiação esportiva alemã, fundada a 30 de abril de 1906. Fica localizada em Münster, na Renânia do Norte-Vestfália.
O clube foi finalista do campeonato alemão em 1951 e membro fundador da bundesliga em 1963. As cores do clube são verde, preto e branco, o animal heráldico é a águia prussiana.
Desde a ascensão como campeão da Football Regionalliga West na temporada 2010/11, o clube joga na 3.Liga.

## História

#### Da fundação até 1963
O clube foi fundado com nome de FC Preussen por um grupo de estudantes do ginásio Johann-Conrad-Schlaun. Assume a atual denominação em 1920. Oito anos depois passou a jogar a segunda divisão.
Em 1933 o Preussen avançou na Gauliga Westfalen, uma das dezesseis máximas divisões criadas no mesmo ano pelo Terceiro Reich. Terminou todos os campeonatos no meio da classificação e foi rebaixado duas vezes. O descenso em 1941 o deixou fora da primeira divisão até o fim da Segunda Guerra Mundial.
O time jogou três temporadas na Landesliga Westfalen Gr. 2 (II) antes de ser promovido para a Oberliga West em 1948.
A chegada à máxima série criou impressão em todo o país, pois foi esta a primeira associação alemã a construir uma equipe com jogadores pagos, quando naquele tempo a nação estava propensa mais para o esporte amador do que para aquele de nível profissional. Siegfried Rachuba, Adolf Preissler, Rudolf Schulz, Felix Gerritzen, e Josef Lammers foram chamados pela estampa alemã de "linhagem dos cem mil marcos".
O time, graças aos investimentos, participou da final do Campeonato Alemão Ocidental da temporada 1950-1951 contra o 1. FC Kaiserslautern diante de 107.000 torcedores no Estádio Olímpico de Berlim. A equipe, todavia, perdeu por 2 a 1.

#### Membro fundador da Bundesliga
A permanência ininterrupta na Oberliga West de 1953 a 1963, tendo como consequência resultados finais medianos, permitiu à equipe o ingresso na primeira edição da Bundesliga. A aventura, porém, foi breve, pois o time na temporada 1963-1964 ficou na décima-quinta posição, sofrendo o descenso.

#### De 1964 até hoje
Depois da rápida experiência na Bundesliga, nos anos 1960 e 1970 o time atuou sempre na Segunda Divisão, a então Fußball-Regionalliga West (1963-1974), Zweite Bundesliga Nord). Esteve na terceira divisão na temporada 1981-1982, chamada naquele tempo de Amateur Oberliga Westfalen, e por lá permaneceu até 2006, com exceção de um par de anos passados na Zweite Bundesliga entre 1990 e 1991.
Em 1994, o time venceu a Copa da Germania de futebol amador, batendo na final, por 1 a 0, o Kickers Offenbach.
Em 6 de maio de 2011, com a vitória em casa por 3 a 0 sobre o Borússia Mönchengladbach II, a agremiação conquistou a promoção matemática da Fußball-Regionalliga à 3. Liga. Ao término da temporada, a equipe venceu a chave ocidental da Regionalliga com 72 pontos, 10 a mais que o segundo colocado, o Eintracht Trier.

## Rivalidades
O Preußen Münster detém rivalidades regionais, sendo a principal dela contra o VfL Osnabrück, tendo 18V para o Preußen Münster, 8E e 14V para o VfL Osnabrück, num total de 40 jogos, marcando 60 gols para o Preußen Münster e 53 para o VfL Osnabrück.
O Clube também detém uma certa rivalidade com o Arminia Bielefeld.

## Estádio
O Preußen Münster sedia seus jogos no Preussenstadion, estádio fundado em 1926. O estádio conta com uma uma capacidade próxima de 15 000 espectadores sendo 4 500 lugares cobertos, 7 500 lugares descobertos e ainda 3 000 assentos cobertos.
O Maior público de espectadores no estádio foi na partida entre Preußen Münster e 1.FC Nuremberg, pela Oberliga. O placar terminou em 2x1 para o Preußen Münster.

## Títulos
- Deutscher Amateurmeister 1 ( 1994 )
- Regionalliga West 1 ( 2011 )
- Westdeutscher Pokalsieger: 1 ( 1969 )
- Westfalenmeister: 5 ( 1988, 1989, 1992, 1993, 2008 )
- Westfalenpokal: 5 ( 1997, 2008, 2009, 2010, 2014 )

## Cronologia Recente
| Temporada | Divisão            | Módulo | Posição |
| --------- | ------------------ | ------ | ------- |
| 2000/01   | Regionalliga Nord  | IV     | 5°      |
| 2001/02   | Regionalliga Nord  | IV     | 15°     |
| 2002/03   | Regioonalliga Nord | IV     | 12°     |
| 2003/04   | Regionalliga Nord  | IV     | 13°     |
| 2004/05   | Regionalliga Nord  | IV     | 11°     |
| 2005/06   | Regionalliga Nord  | IV     | 15°     |
| 2006/07   | Oberliga Westfalen | V      | 5°      |
| 2007/08   | Oberliga Westfalen | V      | 2°      |
| 2008/09   | Regionalliga West  | IV     | 4°      |
| 2009/10   | Regionalliga West  | IV     | 6°      |
| 2010/11   | Regionalliga West  | IV     | 1°      |
| 2011/12   | 3.Liga             | III    | 12°     |
| 2012/13   | 3.Liga             | III    | 4°      |
| 2013/14   | 3.Liga             | III    | 6°      |
| 2014/15   | 3.Liga             | III    | 8°      |
| 2015/16   | 3.Liga             | III    | 9°      |
| 2016/17   | 3.Liga             | III    | 9°      |

### Fonte
- Grüne, Hardy (2001). Vereinslexikon. Kassel: AGON Sportverlag ISBN 3-89784-147-9